# Гребля Хатта (нижня)

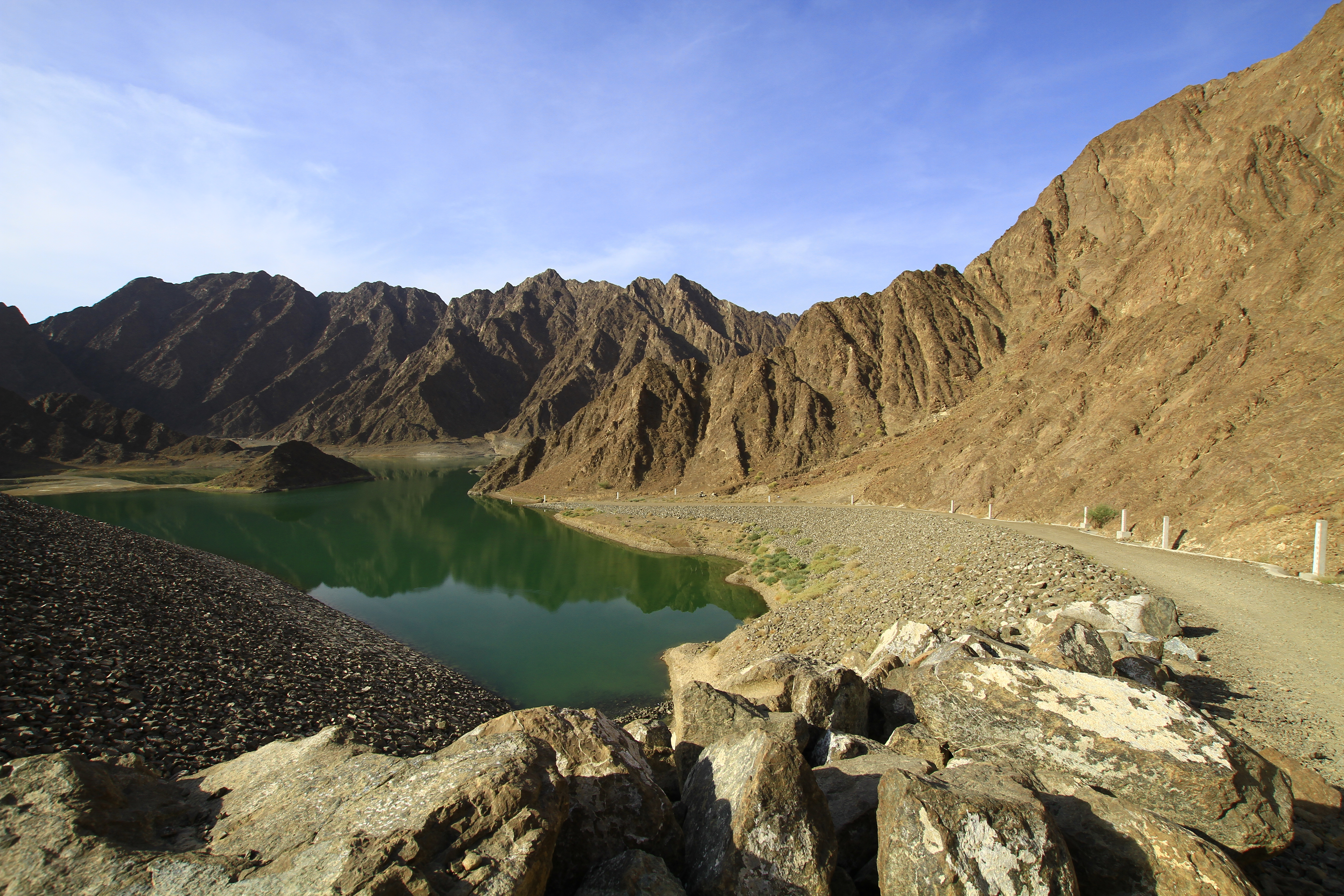
Водосховище греблі

Гребля Хатта (нижня) – інженерна споруда на північному сході Об’єднаних Арабських Еміратів, у еміраті Дубаї.
Гребля, яку ввели в дію у 1997 році, виконує функції водозабезпечення та захисту від повеней. Це кам’яно-накидна споруда з асфальтовим ядром висотою 32 метри та довжиною біля чотирьох сотень метрів. У правій частині споруди облаштований водоскид шириною понад 30 метрів. Для запобігання просочування води також облаштували підземний бетонний бар’єр глибиною до 20 метрів з площею поверхні 1500 м2 та товщиною 0,8 метра.
Розташована у горах на значній висоті (біля чотирьох сотень метрів над рівнем моря), гребля може утримувати постійне водосховище об’ємом 6,5 млн м3, яке виятгнуте по ущелині на 1,7 км, має площу поверхні 0,3 км2 та довжину берегової лінії 6 км. Станом на початок 2020-х це було єдине постійне водосховище в ОАЕ, завдяки чому його обрали як нижній резервуар першого об’єкту гідроелектроенергетики країни – гідроакумулювальної електростанції Хатта, яка має стати до ладу в 2024 році.